# Ombudsman (Österrike)
I Österrike finns det tre ombudsmän (österr. Volksanwalt) utsedda för hela landet. Ämbetet hade de svenska justitieombudsmännen som förebild och skapades 1977 på prov. 1981 stadfästes ämbetet genom författningslag.
De tre ombudsmän utses av nationalrådet för en period på sex år. De är medlemmar i de tre största partierna i nationalrådet. Deras uppgift är att utreda klagomål från medborgarna om missförhållanden i statsförvaltningen. Från och med 1 juli 2012 ingår också att skydda och främja de mänskliga rättigheterna i uppdraget. Men ombudsmännen kan inte ge direktiv till myndigheter, bara rekommendationer. Genom ett samarbete med Österrikes television kan ombudsmännen ge vissa fall större vikt. Varje vecka sänds ett program (Volksanwalt) där ombudsmännen tar upp ett aktuellt fall.
De flesta förbundsländerna har förklarat det federala ombudsmannaämbetet för behörigt. Bara Tyrolen och Vorarlberg har tillsatt egna ombudsmän.

## Ledamöter avVolksanwaltschaft
De tre statliga österrikiska ombudsmännen utses av Nationalrådet för 6 år i taget. De nuvarande tillträdde den 1 juli 2019, och deras mandat löper till den 30 juni 2025 De är 
- Bernhard Achitz (SPÖ),
- Werner Amon (ÖVP), och
- Walter Rosenkranz (FPÖ).

Följande tabell anger alla tidigare och nuvarande Volksanwaltschaftledamöter.
| Ämbetsperiod | Ombudsmän                        | Ombudsmän                                 | Ombudsmän                      |
| ------------ | -------------------------------- | ----------------------------------------- | ------------------------------ |
| 1977–1983    | Robert Weisz (SPÖ)               | Franz Bauer (ÖVP), till 1988              | Gustav Zeillinger (FPÖ)        |
| 1983–1989    | Franziska Fast (SPÖ)             | Franz Bauer (ÖVP), till 1988              | Helmuth Josseck (FPÖ)          |
| 1983–1989    | Franziska Fast (SPÖ)             | Herbert Kohlmaier (ÖVP), från 1988        | Helmuth Josseck (FPÖ)          |
| 1989–1995    | Evelyn Messner (SPÖ), till 1998  | Horst Schender (FPÖ)                      |                                |
| 1995–2001    | Evelyn Messner (SPÖ), till 1998  | Horst Schender (FPÖ)                      | Ingrid Korosec (ÖVP)           |
| 1995–2001    | Christa Krammer (SPÖ), från 1999 | Horst Schender (FPÖ)                      | Ingrid Korosec (ÖVP)           |
| 2001–2007    | Peter Kostelka (SPÖ)             | Rosemarie Bauer (ÖVP)                     | Ewald Stadler (FPÖ), till 2006 |
| 2001–2007    | Peter Kostelka (SPÖ)             | Rosemarie Bauer (ÖVP)                     | Hilmar Kabas (FPÖ), från 2006  |
| 2007–2013    | Peter Kostelka (SPÖ)             | Maria Fekter (ÖVP), till 2008             | Terezija Stoisits (De gröna)   |
| 2007–2013    | Peter Kostelka (SPÖ)             | Gertrude Brinek (ÖVP), från 14. juli 2008 | Terezija Stoisits (De gröna)   |
| 2013–2019    | Günther Kräuter (SPÖ)            | Peter Fichtenbauer (FPÖ)                  |                                |
| 2019–2025    | Bernhard Achitz (SPÖ)            | Werner Amon (ÖVP)                         | Walter Rosenkranz (FPÖ)        |